# 梨桐属
梨桐属（学名：Bahiana）是大戟科的一属。

## 下属物种
本属包括以下物种：
- Bahiana pyriformis J.F.Carrión[2]